# 鄂州市
鄂州市（がくしゅう-し）は、中華人民共和国湖北省に位置する地級市。

## 歴史
鄂州は長江南岸にあり、武昌のすぐ東側にある。歴史の上で武昌と鄂州（鄂城）の2か所の地名は幾度も交換している。たとえば南宋の名将岳飛が防衛のために駐屯する“鄂州”は実は今日の武昌である。同様に、今日の鄂州は歴史上数回“武昌”と称されている。

## 行政区画
3市轄区を管轄下に置く。
- 市轄区：
  - 鄂城区・華容区・梁子湖区

| 鄂州市の地図           |
| ---------------------- |
| 梁子湖区 華容区 鄂城区 |

### 年表
この節の出典
- 1983年8月19日 - 湖北省黄岡地区鄂城市および鄂城県・黄岡県の各一部が合併し、鄂州市が発足。(1市)
- 1984年2月9日 - 一部が武漢市洪山区に編入。(1市)
- 1985年 - 鄂城区・黄州区を設置。(2区)
- 1987年2月27日 - 黄州区が黄岡地区黄岡県に編入。(1区)
- 1987年8月10日 (3区)
  - 黄石市黄石港区の一部が鄂城区に編入。
  - 鄂城区の一部が武漢市洪山区の一部と合併し、華容区が発足。
  - 鄂城区の一部が分立し、梁子湖区が発足。

## 交通
- 鉄道
  - 武九線（葛店駅 華容駅 胡林駅 樊口駅 鄂州西駅 鄂州駅 広山駅 碧石渡駅）
  - 武石城際線（葛店南駅 華容南駅 鄂州駅 鄂州東駅 花湖駅）
  - 武岡城際線（葛店南駅 華容東駅）
- 地下鉄
  - 武漢地下鉄11号線（葛店南站駅）
- 国道
  - G316
  - G106
- 高速道路
  - 武黄高速公路
  - 漢鄂高速公路